# Kurduvadi
Kurduvadi è una città dell'India di 22.773 abitanti, situata nel distretto di Solapur, nello stato federato del Maharashtra. In base al numero di abitanti la città rientra nella classe III (da 20.000 a 49.999 persone).

## Geografia fisica
La città è situata a 18° 4' 60 N e 75° 25' 60 E e ha un'altitudine di 501 m s.l.m..

## Società

### Evoluzione demografica
Al censimento del 2001 la popolazione di Kurduvadi assommava a 22.773 persone, delle quali 11.767 maschi e 11.006 femmine. I bambini di età inferiore o uguale ai sei anni assommavano a 2.847, dei quali 1.606 maschi e 1.241 femmine. Infine, coloro che erano in grado di saper almeno leggere e scrivere erano 16.834, dei quali 9.435 maschi e 7.399 femmine.